# Self (журнал)
«Self» — американський журнал, що спеціалізується на фітнесі, здоров'ї та харчуванні. Є частиною компанії Condé Nast. Журнал розрахований на жіночу аудиторію. Станом на 2013 мав обсяг у 1,515,880 копій та аудиторію у 5,282,000 читачів. Головний редактор — Керолін Кайлстра; до цього посаду обіймала Джойс Чанг.
Штаб-квартира знаходиться у Всесвітньому торговому центрі 1, Нью-Йорк. В лютому 2017 журнал перейшов на онлайн режим.

## Історія
«Self» був заснований в січні 1979 Філлісою Старр Вілсон, яка залишалася головним редактором до січня 1987. Журнал починався з такого ж матеріалу, який має і наразі, а саме здоров'я, фітнес, краса і щастя, проте тоді самі категорії ще не вказувалися в журналі. В першому випуску Філліс Вілсон написала: «Сьогодні в жінках виринає надзвичайна енергія та незвичайний дух. Фітнес є паливом для цього. Ми придбали сильний апетит до повного охоплення життя: схвильованість від перебування на відкритому повітрі, успіх в професійній діяльності, чесне задоволення від сексу. «Self» стане провідником до тієї життєвої сили, яку ми всі потребуємо, аби робити те, що хочемо».
В 1979 ціна журналу становила $1.50 за примірник та $10 за підписку на один рік. У вересні 1983 році число читачів сягнуло 1 мільйону. В 1986 продажі публікацій увійшли в стагнацію, що могло бути викликано виникненням інших журналів на подібні теми на ринку. В січні 1987 Валорі (Вікторія) Гріффт Вівер посіла посаду головного редактора, проти подала у відставку через рік.
В липні 1988 Антея Дісней зайняла посаду головного редактора і поставила ціль оновити імідж журналу. За один рік вона добилася цієї мети, долучивши до колективу таких письменників як Енн Худ, Сузан Аллен Тот, Еліс Адамс, Хелен Мор та Елізабет Бенедикт, які підняли професійний виклад матеріалу в статтях журналу. На обкладинках публікувалися фотографії моделей у більш природному макіяжі та у повсякденному середовищі. У цей час журнал також перейшов на зеленувато-блакитний і пурпурний кольори. В статті для «New York Times» Антея Дісней вказала: «Ми навмисно обрали кольори, які не використовуються в інших журналах». Між 1986 та 1989 роками продажі піднялися на 3%, а кількість передплатників на 22%.
В 2008 «Self» був номінований на National Magazine Award (ASME) в категорії Персональна служба онлайн за щорічну програму Self Challenge: тримісячний курс по втраті ваги, яка дозволяла читачам вести свої записи та переглядати відео, записувати своє харчування в онлайн-щоденнику, ділитися рецептами та порадами, і спілкуватися в онлайн-співтоваристві під час проводження цієї програми .
У квітні 2014 журнал опублікував насмішливу статтю із фоторепортажем про бігунів марафону, яких нібито змушували вдягати туту. Бігун на згаданій фотографії виявився в минулому хворим на рак мозку і брав участь у марафоні задля благодійності. Після того як новини про це поширилися, журнал зробив публічне вибачення.
У грудні 2016 було оголошено, що «Self» переходить на онлайн режим від лютого 2017.

## Головні редактори
- Керолін Кайлстра (1 грудня 2016 - дотепер)[12]
- Джойс Чанг (1 травня 2014 – 1 грудня 2016)[13]
- Люсі С. Данзігер (червень 2001 – квітень 2014)[14]
- Сітнія Лайв (серпень 1999 – травень 2001)[15]
- Рошелль Уделль (вересень 1995 – червень 1999)[16]
- Александра Пенні (серпень 1989 – вересень 1995)[17]
- Антея Дісней (липень 1988 – серпень 1989)
- Валорі (Вікторія) Гріффт Вівер (січень 1987 – квітень 1988)
- Філліс Старр Вілсон (1979 – січень 1987)